# Wot (instrument)
Le wot (prononcé [wòːt]), également écrit en Vot est une sorte de flûte de pan, également connues sous le nom de panpipes ou de syrinx. Il est classé dans un groupe d' instruments de musique conçus sur le principe d'un tube fermé, composé de multiples tuyaux de longueur croissante (et parfois de sangle). De nombreuses variétés de flûtes de pan sont considérées depuis longtemps comme des instruments populaires utilisés dans la musique folklorique. Les tuyaux sont fabriqués avec du bambou, avec des cannes géantes ou encore avec du roseau. D'autres matériaux y sont inclus, ainsi le bois, le plastique, le métal et l'ivoire. Le panpipe circulaire est utilisé dans les concerts de musique traditionnelle du Laos et de la région de l'Isan, au nord-est de la Thaïlande. C'est souvent une composante majeure des orchestres de Pong-Lang.

## Structure
Le wot, un petit instrument compact, peu coûteux et d’une belle forme, est devenu l’un des instruments de musique en Thaïlande qui fut inventé en 1968, selon le maître de conférences Songsak Pratumsin (du Collège des arts dramatiques),
Le wot est généralement constitué de tronc de bambou ou de Ku (une sorte de bois). En général, le son est généré par le souffle. Les hauteurs de volume faibles ou élevées dépendent du diamètre et de la longueur du wot ou, plus précisément, de la capacité respiratoire du musicien à souffler dans le wot. Si le souffle est puissant le son sera fort.
Le wot standard est composé de 13 morceaux de tubes, il peut produire quatre notes  Sol, La, Do et Re. D'autres wat incluent des touches ajustables qui donnent une gamme chromatique de six notes: La, Do, Re, Mi, Fa et Sol. Certains wots  personnalisés comptent sept notes qui peuvent être joués sur toute la gamme musicale, ce qui est généralement plus difficile que dans l'usage du wot standard.

## Utilisation
Les  premiers wots étaient considérés comme des instruments destinés aux loisirs, ils avaient le caractère ludique du jouet. Songsak Pratumsin a amélioré ce wot en utilisant les principales caractéristiques du Tail Wot. Il ne produit que cinq notes, en fonction des caractéristiques du folklore joué. D'une utilisation facile il est aussi destiné pour jouer des rythmes amusants, notamment lors de la «Compétition du lancer de bottes de paille». En été, lors de la saison des récoltes le wot est utilisé dans cette compétition paysanne très populaire. Il sert à cadencer les tirs des compétiteurs et c'est celui qui jette sa botte le plus loin qui est déclaré vainqueur.